# Жак Льоб
Жак Льоб (на немски: Jacques Loeb) е американски физиолог и биолог от германски произход.

## Биография
Роден е на 7 април 1859 година в Майен, Рейнланд-Пфалц, Германия. Получава образованието си в университетите на Берлин, Мюнхен и Страсбург (медицина 1884). Взема следдипломни курсове в университетите на Страсбург и Берлин, а през 1886 г. става асистент в Института по физиология на Университета в Вюрцбург, като остава там до 1888 г. След това се премества в Страсбургския университет на подобна позиция. По време на ваканциите си провежда биологични изследвания, в Кил през 1888 г., както и в Неапол през 1889 и 1890.
През 1892 г. е назначен от Чикагския университет като асистент по физиология и експериментална биология, а през 1895 г. става доцент и професор по физиология през 1899 г. Джон Б. Уотсън „бащата на бихейвиоризма“ е студент в класовете на Льоб по неврология в университета в Чикаго.
През 1910 г. Льоб се мести в Рокфелеровия институт за медицински изследвания в Ню Йорк, където оглавява отдел, създаден за него. Той остава там до смъртта си. През по-голямата част от тези години Льоб прекарва летата си в Морската биологична лаборатория в Уудс Хол, Масачузетс, извършвайки експерименти с различни морски безгръбначни. Там Жак Льоб извършва най-известния си експеримент, върху изкуствената партеногенеза. Той успява да накара яйцата от морски таралежи да започнат ембрионалното си развитие, без сперматозоиди. Това е постигнато с леки модификации на химическия състав на водата, в която се съхраняват яйцата, които служат като стимул за развитието.
Льоб става един от най-известните учени в Америка, чиято работа е широко отразявана във вестници и списания. Той е прототип на героя на Макс Готлиб в спечелилия Пулицър романа „Arrowsmith“ на Синклер Луис. Марк Твен също пише есе на тема „Невероятно откритие д-р Льоб“.
Льоб многократно е номиниран за Нобелова награда, но никога не я получава. Умира на 11 февруари 1924 година в Хамилтън, Бермудски острови.